# کورتنی فورتسون
کورتنی فورتسون (انگلیسی: Courtney Fortson؛ زادهٔ ۲۳ مهٔ ۱۹۸۸) بازیکن بسکتبال اهل ایالات متحده آمریکا است.
از باشگاه‌هایی که در آن بازی کرده‌است می‌توان به هیوستون راکتس و لس آنجلس کلیپرز اشاره کرد.